# Hyldig Gårde
Hyldig Gårde er to nabogårde beliggende lidt syd for landsbyen Tødsø på Mors.
Sandsynligvis kommer navnet Hyldig af "huldig", som er en ældgammel betegnelse for noget, der er i god stand, f.eks. en god jord, som er givtig. Den første kendte omtale af Hyldig-gårdene er i en samling brevdokumenter fra Skt. Johannesklosteret (Dueholm Kloster) i Nykøbing Mors, hvoraf det ældste er fra 1438.
I disse dokumenter benævnes gården Hyldig flere steder som Huldigh eller Hyldigh.
Den Hyldiggård, som nævnes i disse skrivelserne, var måske en såkaldt tvillinggård, som bestod af to parallelle udlænger med et fælles beboelseshus imellem. Et par hundrede år senere var der to selvstændige gårde på stedet, benævnt henholdsvis ”Nørre-Hyldig” og ”Sønder-Hyldig”.